# Licença de software

Diagrama das várias licenças de software

Uma licença de software, ou licença de programa de computador, é uma definição de ações autorizadas (ou proibidas), no âmbito do direito de um programador de software de computador concedidas (ou impostas) ao usuário deste software. Entende-se por usuário qualquer entidade legal, empresas ou um "usuário final (doméstico)", de onde tem origem o termo em inglês end user license agreement (EULA).
Quando uma licença acrescenta restrições para além das existentes no direito de autor, o usuário tem normalmente de aceitar que lhe sejam impostas estas restrições para poder utilizar legalmente o software, sendo esta uma das diferenças entre uma licença de software livre e uma licença de software não-livre: as licenças de software livre acrescentam direitos face aos já concedidos pelo direito de autor, deixando apenas para o ato de redistribuição as únicas regras que impõem. 
De forma geral, o usuário de um software necessita de uma licença que pode ser paga ou não, temporária ou não para utilizar determinado software. No caso de software comerciais e não gratuitos, a licença só é concedida aos usuários que pagam pelo uso do software. Trata-se de uma forma de proteção de autenticidade do produto e o uso de meios de burlar uma licença de software pode configurar um ato ilegal.
Licenças temporárias são aquelas em que o programa de computador irá operar durante um tempo específico, e licenças de uso permanente são licenças sem restrição de uso com relação ao tempo. Esse tipo de licença são mais recentes e trabalham ligadas ao sistema operacional que tem sempre a data atualizada automaticamente. Existem algumas licenças de quantidade de uso de um determinado software, que por exemplo executa cálculos específicos para uma determinada atividade. A licença por quantidade pode limitar uma quantidade de vezes em que o programa de computador irá rodar. Caso seja ultrapassado o valor determinado da licença o programa bloqueia para novos usos. O custo deste tipo de licença pode ser menor devido à restrição ao uso.
Com o incremento de velocidade de internet e os computadores e consoles de jogos em sua maioria conectados na internet as licenças passaram a ser virtuais, em servidores de empresas fornecedoras de licença. Muitos programas de computador não rodam se não estiverem conectados na internet para conseguir a autorização ou licença para rodar. Esse tipo de licença dificultou em muito o uso de programas piratas, e facilitou o controle de acesso por parte do fornecedor de software garantindo que a maioria dos usuários são pessoas devidamente autorizadas, ou seja, com a licença de uso do software.
As licenças de rede, ou seja, através da internet e ligadas ao servidor do fornecedor de software e as novas versões de software fazem com que as licenças de uso perpétuo praticamente sejam descontinuadas. As licenças anuais estão cada vez mais se tornando uma tendência, levando ao usuário e empresas pagar de forma contínua  pelo uso de um determinado programa de computador. Isso é mais comum ainda nos casos de programas de computador que fazem parte do negócio de uma determinada empresa, como os programas de modelagem 3D ligadas a banco de dados. Através desse tipo de licença de programa de computador é possível acompanhar em tempo real os usuários que estão utilizando o programa. 
As licenças do tipo chave não caíram em desuso e são muito utilizadas para a instalação do programa no computador. Elas continuam sendo utilizadas para aumentar a segurança do sistema de licença de software, para tentar impedir que pessoas não autorizadas faça o uso de uma determinada licença. Apesar do custo de uma licença de software muitas vezes serem consideradas altos, é a principal fonte de renda das empresas desenvolvedoras de software. Uma das formas de reduzir o custo das licenças é através da concorrência entre programas de computador. Uma das principais barreiras dessa concorrência é que os arquivos gerados por um determinado software dificilmente ele é aberto em um software concorrente, e quando é possível a conversão essa não é perfeita. Inclusive é possível até mesmo verificar essa ocorrência dentro do mesmo software quando se altera a versão. Normalmente a versão mais antiga é aberta pela versão mais nova, mas o contrário não acontece, exigindo do usuário que se tenha sempre a versão atualizada do produto. Deste modo as licenças do tipo perpétua são cada vez menos interessantes, pois ficam limitadas a aos arquivos gerados na versão da época, por exemplo, um software da versão 2013 só abre os arquivos de 2013 e de anos anteriores e a licença não permite a atualização do software para a versão atual.

## Propriedade e licença de uso
Muitos proprietários vendem cópias do produto com licenças para utilizá-los. Não existe transferência de propriedade do software para o usuário, que não possui a garantia de disponibilidade vitalícia do software, nem está no direito de vender, alugar ou dar para outrem, copiar nem redistribuir online o software que adquiriu os direitos de uso. Os termos e condições de uso podem especificar clausulas legais adicionais, que os usuários não podem negociar individualmente ou por meio de uma organização de consumidores, e podem unicamente aceitar ou recusar. Esse direito pode ser efetivamente aplicado quando a jurisdição fornece um tempo obrigatório para o declínio logo após a compra (como na legislação da União Européia) ou um anúncio público obrigatório dos termos da licença, de modo a ser legível pelos usuários antes de sua obtenção.
A propriedade de bens digitais, como aplicativos de software e videogames, é contestada pelos termos "licenciados, não vendidos", das EULAs  de distribuidores digitais como a Steam. Na União Européia, o Tribunal de Justiça Europeu considerou que um detentor de direitos autorais não pode se opor à revenda de um software vendido digitalmente, de acordo com a regra de exaustão de direitos autorais na primeira venda à medida que a propriedade é transferida, e questiona, portanto, o termo "licenciado, não vendido ", da EULA. A empresa suíça UsedSoft inovou a revenda de software comercial e lutou por esse direito em tribunal. Na Europa, a Diretiva da UE 2009/24 / CE permite expressamente o comércio de programas de computador usados.

## Tempo de Validade para as licenças
Todo software possui licença de data de validade, exceto as de uso perpétuo. Nas de uso perpetuo, a permissão para uso só é anulada com a quebra de uma clausula do contrato, não respeitando os termos de utilização do produto. A renovação de contrato pode ocorrer sempre que uma nova versão do software for atualizada, enquanto outras possuem renovação automática.
A importância de rever os tipos de licença são necessárias para estar a par dos acontecimentos quanto a atualização do software provido pela empresa, portanto tendo o tempo variável em relação a cada empresa e software.

## Sistema Hard lock
As licenças mais antigas eram da época em que a internet ainda não era muito difundida e muitos computadores nem mesmo era conectado a internet. Também era o caso das licenças de programas para console de jogos. A licença em forma de chave, que se trata de uma sequência alfanumérica de vários dígitos era uma das mais utilizadas e normalmente acompanhava o próprio programa de computador que era muito comercializado em forma de disquetes, CDs e DVDs. As sequências alfanuméricas deveriam ser guardadas pois cada vez que o programa de computador fosse ser instalado era necessário inserir o código da licença. Muitas dessas licenças eram pessoais e intransferíveis e muitas vezes era utilizada de forma indiscriminada pelas pessoas que instalavam essas licenças em vários computadores.
Outro tipo de licença surgiu mais tarde também com a evolução dos elementos de armazenagem como os chamados pen drive. Com o aparecimento das portas tipo USB em computadores alguns programas de computadores passaram a ser comercializados com a chave de acesso em forma de pen drive, conhecida como hard lock. Esse tipo de licença necessita obrigatoriamente do pen drive estar conectado ao computador em que está sendo utilizado o programa. Uma das desvantagens para o usuário deste tipo de licença é o fato de que se ocorrer a perda do pen drive, o programa de computador não pode mais ser utilizado pelo usuário. Normalmente este tipo de licença está ligado a programa de computadores específicos de uso em engenharia e outras áreas, e normalmente essas licenças são adquiridas por empresas.

## Vantagens licenciamento de software
Ao definir os padrões de uso do software da empresa, os desenvolvedores asseguram os limites de contato que o usuário final terá com o software. Na decisão sobre a forma tomada pela empresa no licenciamento de seu software, deve ser considerado fatores como, o publico que ira consumir, a faixa etária, a utilização de comerciais ou o método de pagamento pelo software.
O combate a pirataria do software em questão é ratificado com o uso de um bom licenciamento, em mercados como o de jogos eletrônicos, onde a pirataria é muito forte, ocorrem ondas de banimento nos serviços online providos pela empresa fornecedora do video game, que fazem o console ser "travado" e o privando do acesso ao jogo online. Praticas de combate a pirataria por meio de licenças no software acontecem no meio de sistemas operacionais igualmente, no sistema operacional windows, serviços como o office só podem ser usados em computadores instalados com o sistema operacional legitimo. 
O licenciamento de software permite uma estabilidade no processamento de dados. Fator decisivo para fugir dos problemas acarretados pelo uso ilícito do software, é de fundamental importância a assegurar uma proteção em seu dispositivo com a obtenção do licenciamento.  

## Riscos do Software não Licenciado
O desconhecimento ou a falta de importância sobre o licenciamento são um dos principais fatores que levam os desenvolvedores a não utilizarem o software da maneira correta. Colocando assim, a organização em risco por diversos fatores.
1. Ilegalidade : Um software não licenciado, está sendo utilizado contra a lei. Os produtos de software estão protegidos por termos de licença, que asseguram a proteção aos desenvolvedores do sistema. A utilização sem o licenciamento é considerado ilegal, e devido a isso, pode sofrer sanções, punições que acarretam em custos muito superiores comparados a obtenção legal do software. Cuidados devem ser tomados para a sua empresa/organização não se utilizarem da pirataria, a prática da pirataria é considerada crime.
2. Baixo desempenho da aplicação: A diferença entre um software licenciado -dentro dos parâmetros da normalidade - e um pirata, é gigante, a falta de atualização, as eventuais falhas e a falta de um suporte técnico compromete a segurança da sua organização. Podendo assim, acarretar falhas críticas em seu sistema. Além de que, contribuir com o uso ilegal, prejudica a reputação do seu negócio, muito cuidado ao utilizá-lo.
3. Lei Geral de Proteção de Dados: A lei que está prevista para entrar em vigor em 2020 poderá ocasionar uma série de problemas em quem não se encaixar dentro dos parâmetros da normalidade. Multas podem ser aplicadas e diversos prejuízos. A utilização dos dados pessoais com a regulamentação do tratamento de dados é imprescindível para a adequação ao LGPD (Lei Geral de Proteção de Dados).[14] [15]

Caso  a sua organização se aproprie de sistemas onde não há o uso legal. Realize uma substituição, uma migração para cópias licenciadas. É de fundamental importância contribuir com os desenvolvedores do software apropriado. Uma forma de colaborar com o serviço prestado. Legalize sua situação. 

## Categorias de Software
1. Software Proprietário: Seu uso, redistribuição, ou modificação é proibido, ou requer permissão.
2. Software de Domínio Público: Categoria dada a um software dado como gratis por seus desenvolvedores, o software em domínio público é aquele cujo autor abre mão completamente da autoridade de sua criação e direitos associados. Neste caso, os direitos autorais estão extintos.
3. Adware: O formato de comercialização Adware consiste em inserir uma publicidade no programa, de forma que o usuário é obrigado a ter contato com aquele anúncio todas as vezes que utiliza o software. A propaganda só é retirada mediante a um pagamento por parte do cliente.
4. Freeware: Representa o software gratuito, o uso do software não exige nenhuma cobrança sobre o usuário e todas as suas funções podem ser acessadas gratuitamente. Alem da gratuidade, o software não possui limite de uso por tempo.
5. Shareware: Nomenclatura dada a softwares que inicialmente se encontram gratuitos, mas possuem um limite de tempo de uso, que após o término cobra ao usuário um pagamento para o continuo uso do software. Tendo a utilidade maior como um sistema para a avaliação do software, o Shareware funciona para um consumidor como uma forma de teste para a eficácia do produto final.
6. Software de código aberto: Conhecido como "open source[18]"  Software na qual o código é disponibilizado para todos "GNU", nele o indivíduo é permitido a distribuir/modificar o código

## Softwares que não usam licenciamento
- Software como serviço (Software as a Service): Com o advento da internet e de novos métodos de distribuição de software o SaaS surgiu. Trazendo um estilo disruptivo e extremamente popular nos dias de hoje, softwares como a Netflix, Spotify e outros serviços de Streaming crescem a todo o momento, por não precisarem ser instalados no computador do cliente final, e só precisar de uma conexão com a internet. Como a aquisição do software não se faz necessária, o consumidor final não precisa comprar a licença para o uso. O provedor do serviço, oferece diversos planos para a opção do consumidor, assim, ficando a cargo do cliente plano que melhor o convêm.
- Software desenvolvido para uso interno: Quando se faz necessária a utilização de um software para uma empresa, a possibilidade de o adquirir pode ser pela compra ou pelo desenvolvimento da própria equipe de desenvolvedores da empresa. Nesse caso, como o uso é interno na empresa, a licença não é necessária .

## Principais Modelos
1. End User License Agreement ( EULA )
2. GNU General Public License (GNU GPL)
3. Berkeley Software Distribution (BSD)
4. MIT License
5. Mozilla Public License (MPL)
6. Not For Resale (NFR)

## Lei de Software
As leis de software precisam ser constantemente atualizadas para permitir que haja uma competição sadia entre as empresas e que sejam evitados os monopólios, como pode ocorrer através de limitações de licença de software. Este pode ser um elemento importante no controle de informações e na maior democratização do uso de programas de computador entre a sociedade. A escolha de um sistema operacional de um computador ou um celular está hoje em dia atrelada ao software que é permitido para um determinado sistema. Alguns editores de texto só tem sua licença de software para uso em um determinados sistemas operacionais. Legislações podem criar mecanismos para regular o uso de licença de software visando um melhor ambiente aos usuários e empresas desenvolvedoras.

### LEI Nº 9.609 , DE 19 DE FEVEREIRO DE 1998.
"Dispõe sobre a proteção da propriedade intelectual de programa de computador, sua comercialização no País, e dá outras providências."
- Licença
- Acordo de licença de usuário final